# Danh sách xe tăng
Danh sách xe tăng là danh sách liệt kê các loại xe tăng của từng quốc gia

## Liên Xô-Nga
- Danh sách xe tăng của Liên Xô- Nga

## Hoa Kỳ

### Chiến tranh thế giới thứ nhất
| Tên   | Hình ảnh | Loại             | Số lượng chế tạo |
| ----- | -------- | ---------------- | ---------------- |
| M1917 |          | Xe tăng hạng nhẹ | 952              |
| M1918 |          | Xe tăng siêu nhẹ | 15               |

### Giai đoạn giữa hai cuộc chiến tranh thế giới
| Tên                    | Hình ảnh | Loại                               | Số lượng chế tạo |
| ---------------------- | -------- | ---------------------------------- | ---------------- |
| M1921                  |          | Xe tăng hạng trung                 | 1 nguyên mẫu     |
| M1922                  |          | Xe tăng hạng trung                 | 11               |
| T1                     |          | Xe tăng hạng nhẹ                   | ~10              |
| T2                     |          | Xe tăng hạng trung                 | 1                |
| T7                     |          | Xe tăng hạng nhẹ                   |                  |
| M1                     |          | Xe tăng siêu nhẹ                   | 113              |
| M2                     |          | Xe tăng hạng nhẹ                   |                  |
| M2                     |          | Xe tăng hạng trung                 | 18 M2 94 M2A1    |
| Marmon-Herrington CTLS |          | Xe tăng hạng nhẹ/ Xe tăng lội nước | 875              |

### Chiến tranh thế giới thứ 2
| Tên          | Hình ảnh | Loại                                  | Số lượng chế tạo                 |
| ------------ | -------- | ------------------------------------- | -------------------------------- |
| M3/M5 Stuart |          | Xe tăng hạng nhẹ                      |                                  |
| M22 Locust   |          | Xe tăng đổ bộ đường không hạng nhẹ    | 830                              |
| M24 Chaffee  |          | Xe tăng hạng nhẹ                      |                                  |
| M3 Lee       |          | Xe tăng hạng trung                    | 6258                             |
| M4 Sherman   |          | Xe tăng hạng trung                    | 49,234, không bao gồm nguyên mẫu |
| M6           |          | Xe tăng hạng nặng                     | 40                               |
| M26 Pershing |          | Xe tăng hạng trung/ Xe tăng hạng nặng | 2239                             |
| T14          |          | Xe tăng hạng nặng                     | 2                                |

### Chiến tranh lạnh đến nay
| Tên                | Hình ảnh | Loại                                          | Số lượng chế tạo                |
| ------------------ | -------- | --------------------------------------------- | ------------------------------- |
| T92                |          | Xe tăng hạng nhẹ                              |                                 |
| M-551 Sheridan     |          | Xe tăng hạng nhẹ                              | 1700                            |
| M41 Walker Bulldog |          | Xe tăng hạng nhẹ                              | 3729                            |
| M46 Patton         |          | Xe tăng hạng trung                            | 1,160 (tất cả các biến thể)     |
| M47 Patton         |          | Xe tăng hạng trung                            | Hơn 9000                        |
| M48 Patton         |          | Xe tăng hạng trung                            | ~12.000                         |
| M60 Patton         |          | Xe tăng chiến đấu chủ lực/ Xe tăng hạng trung | Trên 15.000 (tính mọi biến thể) |
| M26 Pershing       |          | Xe tăng hạng nặng/ Xe tăng hạng trung         | 2.202                           |
| T95                |          | Xe tăng hạng trung                            | 9                               |
| T29                |          | Xe tăng hạng nặng                             |                                 |
| M103               |          | Xe tăng hạng nặng                             | 300                             |
| MBT-70             |          | Xe tăng chiến đấu chủ lực                     | 14                              |
| M1 Abrams          |          | Xe tăng chiến đấu chủ lực                     | Hơn 9000                        |

## Anh

### Chiến tranh thế giới thứ nhất
| Tên           | Hình ảnh | Loại               | Số lượng chế tạo                     |
| ------------- | -------- | ------------------ | ------------------------------------ |
| Little Willie |          | Nguyên mẫu xe tăng | 1                                    |
| Mark I        |          | Xe tăng            | 150                                  |
| Mark II       |          | Xe tăng            | 50                                   |
| Mark III      |          | Xe tăng            | 50                                   |
| Mark IV       |          | Xe tăng chiến đấu  | 1220                                 |
| Mark V        |          | Xe tăng hạng nặng  | 400                                  |
| Mark VI       |          | Dự án xe tăng      | 0                                    |
| Mark VII      |          | Xe tăng            | 3                                    |
| Mark VIII     |          | Xe tăng            | 125                                  |
| Mark IX       |          | Xe tăng            | 34                                   |
| Mark X        |          | Dự án xe tăng      | 0                                    |
| Mark A        |          | Xe tăng hạng trung | 200 (trước ngày 14 tháng 3 năm 1919) |
| Mark C        |          | Xe tăng hạng trung | 36                                   |

### Giai đoạn giữa hai cuộc chiến tranh thế giới
| Tên                      | Hình ảnh                     | Loại                     | Số lượng chế tạo |
| ------------------------ | ---------------------------- | ------------------------ | ---------------- |
| Carden-Loyd Mk VI        |                              | Xe tăng siêu nhẹ         | 450              |
| Mk II                    | Light Tank Mk II (skuds).jpg | Xe tăng hạng nhẹ         | ~100             |
| Mk III                   |                              | Xe tăng hạng nhẹ         | 42               |
| Mk IV                    |                              | Xe tăng hạng nhẹ         | 34               |
| Mk V                     |                              | Xe tăng hạng nhẹ         | 22               |
| Mk VI                    |                              | Xe tăng hạng nhẹ         | 1285             |
| Vickers Mk E             |                              | Xe tăng bộ binh hạng nhẹ | 137              |
| Mk I                     |                              | Xe tăng hành trình       | 125              |
| Mk II                    |                              | Xe tăng hành trình       | 175              |
| Mk III                   |                              | Xe tăng hành trình       | 65               |
| Vickers Medium Mark I    |                              | Xe tăng hạng trung       | vài chục         |
| Vickers Medium Mark II   |                              | Xe tăng hạng trung       | ~100             |
| Vickers Medium Mark III  |                              | Xe tăng hạng trung       | 6                |
| Vickers A1E1 Independent |                              | Xe tăng hạng nặng        | 1                |

### Chiến tranh thế giới thứ hai
| Tên                     | Hình ảnh | Loại                          | Số lượng chế tạo |
| ----------------------- | -------- | ----------------------------- | ---------------- |
| Matilda I               |          | Xe tăng bộ binh hạng nhẹ      | 139              |
| Matilda II              |          | Xe tăng bộ binh               | 2987             |
| Mk.III «Valentine"      |          | Xe tăng bộ binh               | 7315             |
| Mk VII Cavalier         |          | Xe tăng hành trình            | 500              |
| Mk.VIII "Harry Hopkins" |          | Xe tăng hạng nhẹ              | 99               |
| Mk.V «Covenanter"       |          | Xe tăng hạng trung            | 1771             |
| Mk.VIII "Cromwell"      |          | Xe tăng hành trình hạng trung | 4016             |
| Mk.VI "Crusader"        |          | Xe tăng hành trình hạng trung | 5300             |
| Mk.VIII “Challenger”    |          | Xe tăng hành trình hạng trung | ~450             |
| Mk.VII "Tetrarch"       |          | Xe tăng hạng nhẹ              | 177              |
| Mk.IV "Churchill"       |          | Xe tăng bộ binh hạng nặng     | 5640             |
| Comet                   |          | Xe tăng hành trình hạng trung | 1186             |
| Excelsior               |          | Xe tăng hạng nặng             | 2                |
| Sherman Firefly         |          | Xe tăng hạng trung            | 699              |
| TOG II                  |          | Xe tăng siêu nặng             | 1                |
| Tortoise                |          | Xe tăng hạng nặng             | 6                |

### Chiến tranh lạnh đến nay
| Tên          | Hình ảnh | Loại                                   | Số lượng chế tạo |
| ------------ | -------- | -------------------------------------- | ---------------- |
| Charioteer   |          | Xe tăng hành trình/ Xe tăng hạng trung | 442              |
| Conqueror    |          | Xe tăng hạng nặng                      | 185              |
| Centurion    |          | Xe tăng chiến đấu chủ lực              | 4,423            |
| Chieftain    |          | Xe tăng chiến đấu chủ lực              | 2265             |
| Challenger 1 |          | Xe tăng chiến đấu chủ lực              | 420              |
| Challenger 2 |          | Xe tăng chiến đấu chủ lực              | 447              |

## Pháp

### Chiến tranh thế giới thứ nhất
| Tên           | Hình ảnh | Loại                                | Số lượng chế tạo |
| ------------- | -------- | ----------------------------------- | ---------------- |
| Schneider CA1 |          | Xe tăng hạng trung/ Xe tăng bộ binh | ~400             |
| St Chamond    |          | Xe tăng hạng trung                  | ~400             |
| Renault FT-17 |          | Xe tăng hạng nhẹ                    | >3800            |
| Char 2C       |          | Xe tăng hạng nặng                   | 10               |

### Giai đoạn giữa hai cuộc chiến tranh thế giới đến chiến tranh thế giới thứ hai
| Tên           | Hình ảnh | Loại                     | Số lượng chế tạo                                    |
| ------------- | -------- | ------------------------ | --------------------------------------------------- |
| Renault FT-35 |          | Xe tăng bộ binh hạng nhẹ | R 35: 1,540 R 40": ~ 200                            |
| FCM F1        |          | Xe tăng siêu nặng        | 1                                                   |
| FCM 36        |          | Xe tăng bộ binh hạng nhẹ | 100                                                 |
| Char D1       |          | Xe tăng hạng nhẹ         | 160                                                 |
| Char D2       |          | Xe tăng hạng trung       | 100                                                 |
| Char B1       |          | Xe tăng hạng nặng        | 405 (34 Char B1, 369 Char B1 bis & hai Char B1 ter) |
| Hotchkiss H35 |          | Xe tăng hành trình       | ~1200                                               |
| AMC 34        |          | Xe tăng hạng nhẹ         | 12                                                  |
| AMC 35        |          | Xe tăng hành trình       | 57+                                                 |
| SOMUA S35     |          | ~440                     | Xe tăng hành trình                                  |
| AMR 33        |          | Xe tăng kỵ binh hạng nhẹ | 123                                                 |
| AMR 35        |          | Xe tăng kỵ binh hạng nhẹ | 167(Tất cả các biến thể)                            |
| ARL 44        |          | Xe tăng hạng nặng        | 60                                                  |

### Chiến tranh lạnh đến nay
| Tên            | Hình ảnh | Loại                      | Số lượng chế tạo                                                             |
| -------------- | -------- | ------------------------- | ---------------------------------------------------------------------------- |
| AMX 13         |          | Xe tăng hạng nhẹ          | 7.700 (Tổng cộng) 3.400 (Xuất khẩu) 4.300 (Được sử dụng trong quân đội Pháp) |
| AMX 50         |          | Xe tăng hạng nặng         | 6                                                                            |
| AMX 30         |          | Xe tăng chiến đấu chủ lực | 3571                                                                         |
| AMX-56 Leclerc |          | Xe tăng chiến đấu chủ lực | ~862                                                                         |

## Đức

### Chiến tranh thế giới thứ nhất
| Tên     | Hình ảnh | Loại              | Số lượng chế tạo |
| ------- | -------- | ----------------- | ---------------- |
| A7V     |          | Xe tăng hạng nặng | 20               |
| K-Wagen |          | Xe tăng siêu nặng | 2                |
| LK I    |          | Xe tăng hạng nhẹ  | 1                |
| LK II   |          | Xe tăng hạng nhẹ  | ~25              |

### Chiến tranh thế giới thứ hai
| Tên                       | Hình ảnh                            | Loại                    | Số lượng chế tạo                                                                                                   |
| ------------------------- | ----------------------------------- | ----------------------- | --- |
| Panzer I                  |                                     | Xe tăng hạng nhẹ        | 1.659 làm xe tăng hạng nhẹ 184 làm xe tăng chỉ huy 445 làm xe tăng huấn luyện 147 như khung xe chuyển đổi đặc biệt |
| Panzer II                 |                                     | Xe tăng hạng nhẹ        | 1.856 (không bao gồm các biến thể)                                                                                 |
| Panzer III                |                                     | Xe tăng hạng trung      | 5,774 |
| Panzer IV                 |                                     | Xe tăng hạng trung      | ~8553(tất cả các biến thể)                                                                                         |
| Panther                   |                                     | Xe tăng hạng trung      | ~6000 |
| Neubaufahrzeug            |                                     | Xe tăng hạng trung      | 5 |
| VK 30.01 (P)              |                                     | Xe tăng hạng trung      | 1 |
| VK 4501 (P)               |                                     | Xe tăng hạng nặng       | 10~19 bộ phận |
| Tiger I                   |                                     | Xe tăng hạng nặng       | 1347 |
| Tiger II                  |                                     | Xe tăng hạng nặng       | 489 |
| Panzer VII Löwe           |                                     | Xe tăng siêu nặng       | 0 |
| Panzer VIII Maus          |                                     | Xe tăng siêu nặng       | 2 |
| Panzerkampfwagen E-100    |                                     | Xe tăng siêu nặng       | 1 nguyên mẫu chưa hoàn thiện                                                                                       |
| Landkreuzer P. 1000 Ratte | Tập tin:P1000 ratte scale model.png | Dự án xe tăng siêu nặng | 0 |

### Chiến tranh lạnh đến nay
| Tên                      | Hình ảnh | Loại                                          | Số lượng chế tạo                                                                                                 |
| ------------------------ | -------- | --------------------------------------------- | --- |
| Lince                    |          | Xe tăng chiến đấu chủ lực                     | |
| Tanque Argentino Mediano |          | Xe tăng chiến đấu chủ lực/ Xe tăng hạng trung | 280 |
| Leopard 1                |          | Xe tăng chiến đấu chủ lực                     | 6,565: - 4.744 xe tăng chiến đấu chủ lực - 1.741 xe đa dụng và xe phòng không - 80 xe nguyên mẫu và xe tiền loạt |
| Leopard 2                |          | Xe tăng chiến đấu chủ lực                     | 3,600 |

## Ý

### Chiến tranh thế giới thứ nhất
| Tên       | Hình ảnh | Loại              | Số lượng chế tạo |
| --------- | -------- | ----------------- | ---------------- |
| Fiat 2000 |          | Xe tăng hạng nặng | 2                |

### Giai đoạn giữa hai cuộc chiến tranh thế giới
| Tên       | Hình ảnh | Loại               | Số lượng chế tạo                         |
| --------- | -------- | ------------------ | ---------------------------------------- |
| Fiat 3000 |          | Xe tăng hạng nhẹ   | 152                                      |
| L3 / 33   |          | Xe tăng siêu nhẹ   | 1200                                     |
| L3 / 35   |          | Xe tăng siêu nhẹ   | 1.300                                    |
| M11 / 39  |          | Xe tăng hạng trung | 100 (96 xe tăng hoạt động, 4 nguyên mẫu) |
| M13 / 40  |          | Xe tăng hạng trung | 740                                      |
| M14 / 41  |          | Xe tăng hạng trung | 800                                      |
| M15 / 42  |          | Xe tăng hạng trung | 82~287                                   |

### Chiến tranh thế giới thứ hai
| Tên           | Hình ảnh | Loại               | Số lượng chế tạo             |
| ------------- | -------- | ------------------ | ---------------------------- |
| L6 / 40       |          | Xe tăng hạng nhẹ   | 283                          |
| Fiat M16 / 43 |          | Xe tăng hạng trung | 1 nguyên mẫu chưa hoàn thiện |
| P26 / 40      |          | Xe tăng hạng nặng  | 103                          |

### Chiến tranh lạnh đến nay
| Tên    | Hình ảnh | Loại                      | Số lượng chế tạo |
| ------ | -------- | ------------------------- | ---------------- |
| OF-40  |          | Xe tăng chiến đấu chủ lực | 36               |
| Ariete |          | Xe tăng chiến đấu chủ lực | 200              |

## Tiệp Khắc

### Giai đoạn giữa hai cuộc chiến tranh thế giới đến Chiến tranh thế giới thứ hai
| Tên           | Hình ảnh | Loại               | Số lượng chế tạo   |
| ------------- | -------- | ------------------ | ------------------ |
| Kolohousenka  |          | Xe tăng hạng nhẹ   |                    |
| LT vz. 34     |          | Xe tăng hạng nhẹ   | 50 + 1 nguyên mẫu  |
| Panzer 35t    |          | Xe tăng hạng nhẹ   | 434                |
| Panzer 38 (t) |          | Xe tăng hạng nhẹ   | 1414               |
| V-8-H         |          | Xe tăng hạng trung | 2 nguyên mẫu       |
| AH-IV         |          | Xe tăng siêu nhẹ   | 155 + 4 nguyên mẫu |
| 40M Turán     |          | Xe tăng hạng trung | 424                |
| Tančík vz. 33 |          | Xe tăng siêu nhẹ   | 70+4 nguyên mẫu    |

### Chiến tranh lạnh đến nay
| Tên                                           | Hình ảnh | Loại                                          | Số lượng chế tạo |
| --------------------------------------------- | -------- | --------------------------------------------- | --- |
| T-54A, T-54AM, T-54AK, T-54AMK, T-55 và T-55A |          | Xe tăng hạng trung/ Xe tăng chiến đấu chủ lực | 2.700 xe tăng T-54A, T-54AM, T-54AK, T-54AMK (từ năm 1957 đến năm 1966) và 8.300 xe tăng T-55 và T-55A (từ năm 1964 đến năm 1983; T-55A có lẽ được sản xuất từ năm 1968) . Hầu hết chúng được xuất khẩu. |
| T-72M / T-72M1                                |          | Xe tăng chiến đấu chủ lực                     | Khoảng 1.700 chiếc T-72 / T-72M / T-72M1 được sản xuất từ năm 1981 đến 1990. Quân đội Tiệp Khắc có 815 chiếc T-72 vào năm 1991.                                                                          |

## Ba Lan

### Giai đoạn giữa hai cuộc chiến tranh thế giới đến Chiến tranh thế giới thứ hai
| Tên       | Hình ảnh | Loại                      | Số lượng chế tạo         |
| --------- | -------- | ------------------------- | ------------------------ |
| PZInż 130 |          | Xe tăng lội nước hạng nhẹ | 1 nguyên mẫu             |
| TKS       |          | Xe tăng siêu nhẹ          | 575                      |
| 4TP       |          | Xe tăng hạng nhẹ          | 1 nguyên mẫu             |
| 7TP       |          | Xe tăng hạng nhẹ          | 149 (+13 nguyên mẫu 9TP) |
| 10TP      |          | Xe tăng hạng nhẹ          | 1                        |

### Chiến tranh lạnh đến nay
| Tên          | Hình ảnh | Loại                      | Số lượng chế tạo |
| ------------ | -------- | ------------------------- | ---------------- |
| PT-91 Twardy |          | Xe tăng chiến đấu chủ lực | 281              |

## Tây Ban Nha

### Trước và trong Nội chiến Tây Ban Nha
| Tên                            | Hình ảnh | Loại             | Số lượng chế tạo |
| ------------------------------ | -------- | ---------------- | ---------------- |
| Trubia                         |          | Xe tăng hạng nhẹ |                  |
| FIAT 3000B                     |          | Xe tăng hạng nhẹ |                  |
| Mercier                        |          |                  | 1                |
| Carro de Combate de Infantería |          |                  | 1                |
| Verdeja                        |          | Xe tăng hạng nhẹ | 1                |
| Sadurni de Noya                |          |                  | 6                |
| Barbastro                      |          |                  | 4                |
| Trubia A4                      |          |                  | 1                |
| Trubia-Naval                   |          |                  | 12~20            |

### Chiến tranh lạnh đến nay
| Tên   | Hình ảnh | Loại                      | Số lượng chế tạo |
| ----- | -------- | ------------------------- | ---------------- |
| Lince |          | Xe tăng chiến đấu chủ lực |                  |

## Canada
| Tên       | Hình ảnh | Loại               | Số lượng chế tạo |
| --------- | -------- | ------------------ | ---------------- |
| Ram       |          | Xe tăng hạng trung | 2032             |
| Grizzly I |          | Xe tăng hạng trung | 188              |

## New Zealand
| Tên        | Hình ảnh | Loại             | Số lượng chế tạo |
| ---------- | -------- | ---------------- | ---------------- |
| Bob Semple |          | Xe tăng hạng nhẹ |                  |
| Schofield  |          | Xe tăng hạng nhẹ | 2                |

## Úc
| Tên         | Hình ảnh | Loại               | Số lượng chế tạo |
| ----------- | -------- | ------------------ | ---------------- |
| Sentinel    |          | Xe tăng hành trình | 65               |
| Thunderbolt |          | Xe tăng hành trình | 1                |

## Iran
| Tên      | Hình ảnh                                         | Loại                      | Số lượng chế tạo                                                     |
| -------- | ------------------------------------------------ | ------------------------- | -------------------------------------------------------------------- |
| Tosan    |                                                  | Xe tăng hạng nhẹ          | 120                                                                  |
| Zulfiqar |                                                  | Xe tăng chiến đấu chủ lực | ~150 Zulfiqar-1 vao năm 2012 1 nguyên mẫu Zulfiqar-2, 150 Zulfiqar-3 |
| Mobarez  |                                                  | Xe tăng chiến đấu chủ lực |                                                                      |
| Type 72Z |                                                  | Xe tăng chiến đấu chủ lực | ~400                                                                 |
| Karrar   | Tập tin:Iranian third generation tank-Karrar.jpg | Xe tăng chiến đấu chủ lực | ~420                                                                 |

## I-rắc
| Tên             | Hình ảnh | Loại                      | Số lượng chế tạo |
| --------------- | -------- | ------------------------- | ---------------- |
| Lion of Babylon |          | Xe tăng chiến đấu chủ lực | 100              |

## Israel
| Tên                                                       | Hình ảnh | Loại                                         | Số lượng chế tạo |
| --------------------------------------------------------- | -------- | -------------------------------------------- | ---------------- |
| M50/M51-Super Sherman                                     |          | Xe tăng hạng trung                           |                  |
| Tiran-1/Tiran-2/Tiran-4/Tiran-4Sh/Tiran-5/Tiran-5Sh/TI-67 |          | Xe tăng hạng trung/Xe tăng chiến đấu chủ lực | >376             |
| Magach                                                    |          | Xe tăng chiến đấu chủ lực                    |                  |
| Sabra                                                     |          | Xe tăng chiến đấu chủ lực                    | 170              |
| Merkava                                                   |          | Xe tăng chiến đấu chủ lực                    | 1970             |
| Sho't                                                     |          | Xe tăng chiến đấu chủ lực                    |                  |

## Trung Quốc
| Tên     | Hình ảnh | Loại                      | Số lượng chế tạo           |
| ------- | -------- | ------------------------- | -------------------------- |
| Type 59 |          | Xe tăng chiến đấu chủ lực | ~9000                      |
| Type 62 |          | Xe tăng hạng nhẹ          | Trên 1500 chiếc            |
| Type 63 |          | Xe tăng hạng nhẹ          | Khoảng 1550                |
| Type 69 |          | Xe tăng chiến đấu chủ lực |                            |
| Type 80 |          | Xe tăng chiến đấu chủ lực | hơn 500 (cho đến năm 2003) |
| Type 85 |          | Xe tăng chiến đấu chủ lực |                            |
| Type 88 |          | Xe tăng chiến đấu chủ lực | hơn 500 (cho đến năm 2003) |
| Type 96 |          | Xe tăng chiến đấu chủ lực | Hơn 2.000                  |
| Type 98 |          | Xe tăng chiến đấu chủ lực | hơn 100 cho đến năm 2003   |
| Type 99 |          | Xe tăng chiến đấu chủ lực | 890                        |

## Triều Tiên
| Tên          | Hình ảnh | Loại                      | Số lượng chế tạo |
| ------------ | -------- | ------------------------- | ---------------- |
| Chonma-ho    |          | Xe tăng chiến đấu chủ lực | >1,200           |
| P'okp'ung-ho |          | Xe tăng chiến đấu chủ lực |                  |
| Songun-915   |          | Xe tăng chiến đấu chủ lực | >200             |

## Hàn Quốc
| Tên        | Hình ảnh | Loại                      | Số lượng chế tạo     |
| ---------- | -------- | ------------------------- | -------------------- |
| K1 88      |          | Xe tăng chiến đấu chủ lực | K1: 1,027 K1A1: 400+ |
| K2 Báo Đen |          | Xe tăng chiến đấu chủ lực |                      |

## Nhật Bản

### Giai đoạn giữa hai cuộc chiến tranh thế giới đến Chiến tranh thế giới thứ hai
| Tên                 | Hình ảnh | Loại               | Số lượng chế tạo                        |
| ------------------- | -------- | ------------------ | --------------------------------------- |
| Chi-I Kiểu 87       |          | Xe tăng hạng trung | 1                                       |
| I-Go Kiểu 89        |          | Xe tăng hạng trung |                                         |
| Chi-Ha Kiểu 97      |          | Xe tăng hạng trung | 1.162 (cộng thêm 930 chiếc Kiểu 97-Kai) |
| Chi-He kiểu 1       |          | Xe tăng hạng trung | 170                                     |
| Chi-Nu Kiểu 3       |          | Xe tăng hạng trung | 60~166                                  |
| Chi-To Kiểu 4       |          | Xe tăng hạng trung | 2~5                                     |
| Chi-Ri Kiểu 5       |          | Xe tăng hạng trung | 1 nguyên mẫu chưa hoàn chỉnh            |
| Type 94             |          | Xe tăng siêu nhẹ   | 823                                     |
| Te-Ke Kiểu 97       |          | Xe tăng siêu nhẹ   | 600                                     |
| Ha-Go Kiểu 95       |          | Xe tăng hạng nhẹ   | 2348                                    |
| Ke-Ni Kiểu 98       |          | Xe tăng hạng nhẹ   | 104                                     |
| Ke-To Kiểu 2        |          | Xe tăng hạng nhẹ   |                                         |
| Ke-Nu Kiểu 4        |          | Xe tăng hạng nhẹ   | ~100                                    |
| Ke-Ho Kiểu 5        |          | Xe tăng hạng nhẹ   | 1                                       |
| Jyu-Sokosha Kiểu 92 |          | Xe tăng siêu nhẹ   | ~167                                    |
| Ka-Mi Kiểu 2        |          | Xe tăng lội nước   | 182~184                                 |
| Ka-Chi Kiểu 3       |          | Xe tăng lội nước   | 19                                      |
| To-Ku Kiểu 5        |          | Xe tăng lội nước   | 1 nguyên mẫu                            |

### Chiến tranh lạnh đến nay
| Tên     | Hình ảnh | Loại                      | Số lượng chế tạo   |
| ------- | -------- | ------------------------- | ------------------ |
| Type 61 |          | Xe tăng chiến đấu chủ lực | 560                |
| Type 74 |          | Xe tăng chiến đấu chủ lực | 893                |
| Type 90 |          | Xe tăng chiến đấu chủ lực | 341                |
| Type 10 |          | Xe tăng chiến đấu chủ lực | 106 (FY 2010–2020) |